# Tanichthys micagemmae
Tanichthys micagemmae è un piccolo pesce d'acqua dolce appartenente alla famiglia Cyprinidae.

## Distribuzione e habitat
Questo pesce è originario del Vietnam: abita infatti le coste sabbiose e con acque veloci del fiume Ben Hai.

## Descrizione
Molto simile a Tanichthys albonubes, questo piccolo pesce ha un corpo affusolato, con occhi grandi e muso smussato. La livrea presenta dorso grigio verde semitrasparente, puntinato da migliaia di minuscole macchie nere. Lungo i fianchi corre una fascia orizzontale formata da 3 linee:  quella superiore è bianco-rosata, seguita da una azzurro vivo e da quella inferiore nera, composta da migliaia di piccoli puntini vicini tra loro. Questi puntini si diradano poi verso il ventre, anch'esso grigio-verde e semitrasparente. La pinna caudale è trasparente con il centro rosso, la pinna dorsale è trasparente orlata di bianco, l'anale è grigiastra mentre le altre sono trasparenti.
Nonostante le piccole dimensioni (2,3 cm di lunghezza massima) ha un'aspettativa di vita piuttosto alta: vive infatti fino a 5-7 anni.

## Acquariofilia
Data la recente scoperta non è molto diffuso in acquariofilia; è allevato solamente dagli appassionati, che si scambiano avannotti e riproduttori.